# Stalag XIII-C
Le Stalag XIII-C est un camp de prisonniers de guerre de l'armée allemande durant la Seconde Guerre mondiale (Stammlager) construit sur ce qui avait été le camp d'entraînement à Hammelburg en Allemagne.

## Histoire du camp
Hammelburg est un important camp de formation allemand mis en place en 1893. Une partie de ce camp est utilisée comme camp de prisonniers pour les militaires alliés durant la Première Guerre mondiale. Après 1935, il redevient un camp d'entraînement et de formation pour l'armée allemande nouvellement reconstituée.
En mai 1940, le camp est établi dans des huttes en bois à l'extrémité sud du terrain d'entraînement. Les premiers prisonniers sont des Belges, des Français et des Néerlandais capturés au cours de la bataille de France. En mai-juin 1941, il accueille principalement des prisonniers serbes de la campagne des Balkans, puis dès juin-juillet de la même année, des Australiens  et d'autres ressortissants des pays du Commonwealth après la bataille de Crète.
En 1942 il fut adopté par le diocèse de Tarbes et Lourdes qui lui envoya les résultats de ventes et de collectes pour 106.000 francs.
En avril 1943 l’Oflag XIII-B est ouvert à proximité avec du personnel transféré de l’Oflag XIII-A de Nuremberg.
Comme c'est l'usage dans les stalags, la plupart des prisonniers se trouvent dans des Arbeitslager (camps de travail), dans des exploitations agricoles ou à proximité des usines et des installations industrielles. Le stalag a servi de base à la Croix-Rouge internationale pour la distribution de colis et de courrier. Un hôpital prend en charge les prisonniers malades ou blessés. Des hommes de troupe et des sous-officiers sont logés dans l'Oflag adjacent pour fournir les services nécessaires.
Les soldats américains capturés au cours de la bataille de Normandie arrivent au début de l'été 1944, suivis de ceux faits prisonniers lors de la bataille des Ardennes en janvier 1945. En mars 1945, un important groupe de prisonniers arrivent au camp dans un état déplorable après avoir marché les 500 miles séparant le camp du Stalag VIII-D dans des conditions hivernales sévères. Le camp est libéré par le 47e bataillon de chars de la 14e division blindée américaine le 6 avril 1945.

## À la télévision
L'action de la série américaine Papa Schultz se déroule dans un camp de prisonniers de guerre appelé Stalag 13 à proximité de Hammelburg. Il n'y a aucune ressemblance avec les véritables stalags XIII-A, XIII-B ou XIII-C autre que le nom et l'emplacement.

## Personnes
- Philip Afanasievich Ershakov, général soviétique, y décède en 1942.